# Religião na França
Religiões na França (2021)
A França é um país onde a liberdade de pensamento e de religião são preservadas, em virtude da Declaração de 1789 sobre os Direitos do Homem e do Cidadão. A República é baseado no princípio da laicidade (ou "liberdade de consciência") imposta pela lei de 1880, e da lei de 1905 sobre a separação das Igrejas e do Estado. O Catolicismo Romano é a religião da maioria do povo francês, mas já não é considerado uma religião de Estado, como era antes da Revolução de 1789. 
Apenas 5% dos católicos franceses participam da missa dominical, fazendo com que muitas igrejas ao redor do país tenham um papel basicamente turístico nos centros das cidades. Seus edifícios estão sendo fechados ou reagrupados em paróquias maiores — vazios durante a maior parte da semana, se tornam um alvo convidativo para vândalos.
Contanto que ele não esconda o rosto, o uso de sinais religiosos não é proibido, exceto para agentes do serviço público e dentro das escolas. O ensino do catecismo é permitido em escolas particulares, mas não em escolas públicas. Escolas privadas não podem ter mais de 20% alunos (80% para educação pública). Os clérigos têm o direito de ensinar na universidade (ensino superior), mas não nas escolas públicas primárias e secundárias públicas, reservadas para os leigos.
O crescente número de novas seitas forçou a França a criar uma organização chamada Missão Interministerial de Acompanhamento e Combate a Desvios Sectários (Miviludes).

## Estatuto jurídico e breve histórico
A França garante a liberdade religiosa como um direito constitucional e o Governo geralmente respeita este direito na prática. Uma longa história de conflitos violentos entre os grupos levou o Estado a romper seus laços com a Igreja Católica no início do século passado e adotar um forte compromisso com a manutenção de um setor público totalmente secular.

### Catolicismo como religião de Estado
O catolicismo é a religião principal na Europa. Durante o Antigo Regime, a França tinha sido tradicionalmente considerado a filha mais velha da Igreja, e o Rei da França sempre manteve laços estreitos com o Papa. Isso levou a vários conflitos, nomeadamente durante a Reforma entre católicos e huguenotes. Apesar de uma forte população protestante residir na França, eles foram perseguidos pelo Estado. Estas guerras continuaram ao longo do século XVI. Após 1598, pela primeira vez, os calvinistas (huguenotes) foram considerados pelo Estado como mais do que mera cismáticos e hereges. O Édito de Nantes, assim, abriu um caminho para o secularismo e da tolerância. Em geral, oferecendo liberdade de consciência para os indivíduos, o edital ofereceu muitas concessões específicas para os protestantes: anistia, o restabelecimento de seus direitos civis, incluindo o direito de trabalhar em qualquer campo ou para o Estado e para trazer reivindicações diretamente ao rei.
A Portaria n º 1598 também concedeu os protestantes cinquenta lugares de segurança, que eram fortalezas militares, como La Rochelle para a qual o rei pagou 180 écus um ano, junto com outros 150 fortalezas de emergência (lugares de refúgio), a ser mantidas com recursos próprios dos huguenotes. Tal ato inovador de tolerância estava praticamente sozinho em uma Europa onde a prática padrão obrigados os sujeitos de uma régua para seguir qualquer religião que o governante formalmente aprovadas, a aplicação do princípio cuius regio, eius religio. No entanto, os conflitos religiosos é reiniciado no final do século XVII, quando Louis XIV, o "Rei Sol", iniciada a perseguição dos huguenotes pelo dragonnades, criado em 1681, que intimidou os protestantes em converter ao catolicismo. Ele fez essa política oficial 1685 com a revogação do Édito de Nantes. Como resultado, um grande número de protestantes - estimativas variam entre 200 000 e 500 000 - deixaram a França durante as duas décadas seguintes, procurando asilo na Inglaterra, as Províncias Unidas, Dinamarca, Santo Habsburgo Sacro Império Romano e colônias européias na América do Norte e do Sul África. Em 17 de janeiro de 1686, Louis XIV ele alegou que, de uma população huguenote de 800.000 para 900.000, apenas 1.000 a 1.500 haviam permanecido em França. A rebelião dos Camisard (huguenote) eclodiu em 1702 nas montanhas de Cévennes. 1685 A revogação do Édito de Nantes criado um estado de coisas em França, similar ao de praticamente todos os outros países europeus do período, onde somente a religião do Estado maioria era tolerada. O experimento de tolerância religiosa na Europa foi efetivamente terminou por enquanto. Na prática, a revogação causou a França a sofrer uma espécie de fuga de cérebros, uma vez que perdeu um grande número de artesãos, designers, incluindo-chave, tais como Daniel Marot. Ao sair França, huguenotes levaram com eles o conhecimento de técnicas importantes e produção - que teve um efeito significativo sobre a qualidade da seda, placa de vidro, ourivesaria para que os huguenotes eram famosos, e marcenaria indústrias dessas regiões para que eles se mudaram. Alguns governantes, como Frederico Guilherme de Brandenburgo, que emitiu o Édito de Potsdam, incentivou os protestantes a fugir.

## As Religiões
Religião é tradicionalmente considerada um assunto privado e, dependendo do contexto, pode ser considerada curiosa para introduzir discussões religiosas. Communautarisme, que significa a formação de comunidades étnicas ou religiosas, separado da vida corrente, é muito presente, mas muitas vezes consideradas suspeitas. A separação entre religião e poder do governo é legalmente designado laicidade, em vigor desde as leis passou no final do século XXIII e da lei de 1905 sobre a separação das Igrejas e do Estado.

### Estatísticas
O governo francês não mantém estatísticas sobre a adesão religiosa, nem na etnia ou filiação política. No entanto, algumas estimativas não oficiais foram feitas:
- Em 2003, a CIA World Factbook listou como principais religiões da França: Catolicismo Romano - 83%; budismo  - 6%; Protestantes - 2%; e Judeus 1%.

- Em uma pesquisa de 2003, 62% dos entrevistados declararam-se católicos, 6% muçulmanos, 2% protestantes, 1% judeus, 2% de "outras religiões" (exceto para os ortodoxos ou budistas, que eram insignificantes), 26% "sem religião" e 1 % não responderam. A discrepância entre o número de "ateus" (33%) e o número de "sem religião" (26%) pode ser atribuída a pessoas que se sentem culturalmente próximo a uma religião, siga os seus valores morais e tradições, mas não acreditam em Deus.

### Outras denominações religiosas na França
Foi criada na França, em 2006, a primeira comissão parlamentar sobre as atividades de culto, que conduziu a um relatório registrando um número de seitas consideradas perigosas. Apoiantes de tais movimentos têm criticado o relatório sobre os fundamentos do respeito da liberdade religiosa. Os defensores da medida alegam que apenas as seitas perigosas foram listados como tal, a laicidade do Estado, e garante a liberdade religiosa em França.
Segundo o sociólogo francês Régis Dericquebourg, em 2003, as principais minorias religiosas presentes na França são as Testemunhas de Jeová (130 mil membros), os Santos dos Últimos Dias (Conhecidos como mórmons) (45 mil membros), os evangélicos (adventistas, Igreja Assembleia de Deus, Igreja do Evangelho Quadrangular, entre outras, com cerca de 100 mil membros) e  (4 mil membros). Muitos outros grupos têm cerca de 1.000 membros, como a Igreja Nova Apostólica ,Fraternidade Branca Universal, a Sukyo Mahikari,  entre outros.